# Novi Grad (Sarajevo)
Novi Grad är en kommun i Bosnien och Hercegovinas huvudstad Sarajevo.   Den ligger i entiteten Federationen Bosnien och Hercegovina. Antalet invånare är 124 471. Arean är 47 kvadratkilometer.